# Dépendance (architecture)
Pour les articles homonymes, voir dépendance.
Une dépendance est une installation dépendant d'une terre ou du corps principal d'une grande maison, d'un château, d'une ferme ou d'un hôtel. Le mot s'emploie généralement au pluriel. Les dépendances sont des locaux annexes au bâtiment principal, ou du moins une partie secondaire d'un ensemble architectural. Parmi les dépendances il y a les communs, un ensemble de bâtiments abritant les logements des domestiques ou des ouvriers ainsi que, plus généralement, les différentes parties du service (cuisines, écuries, garages, etc)

## Définition

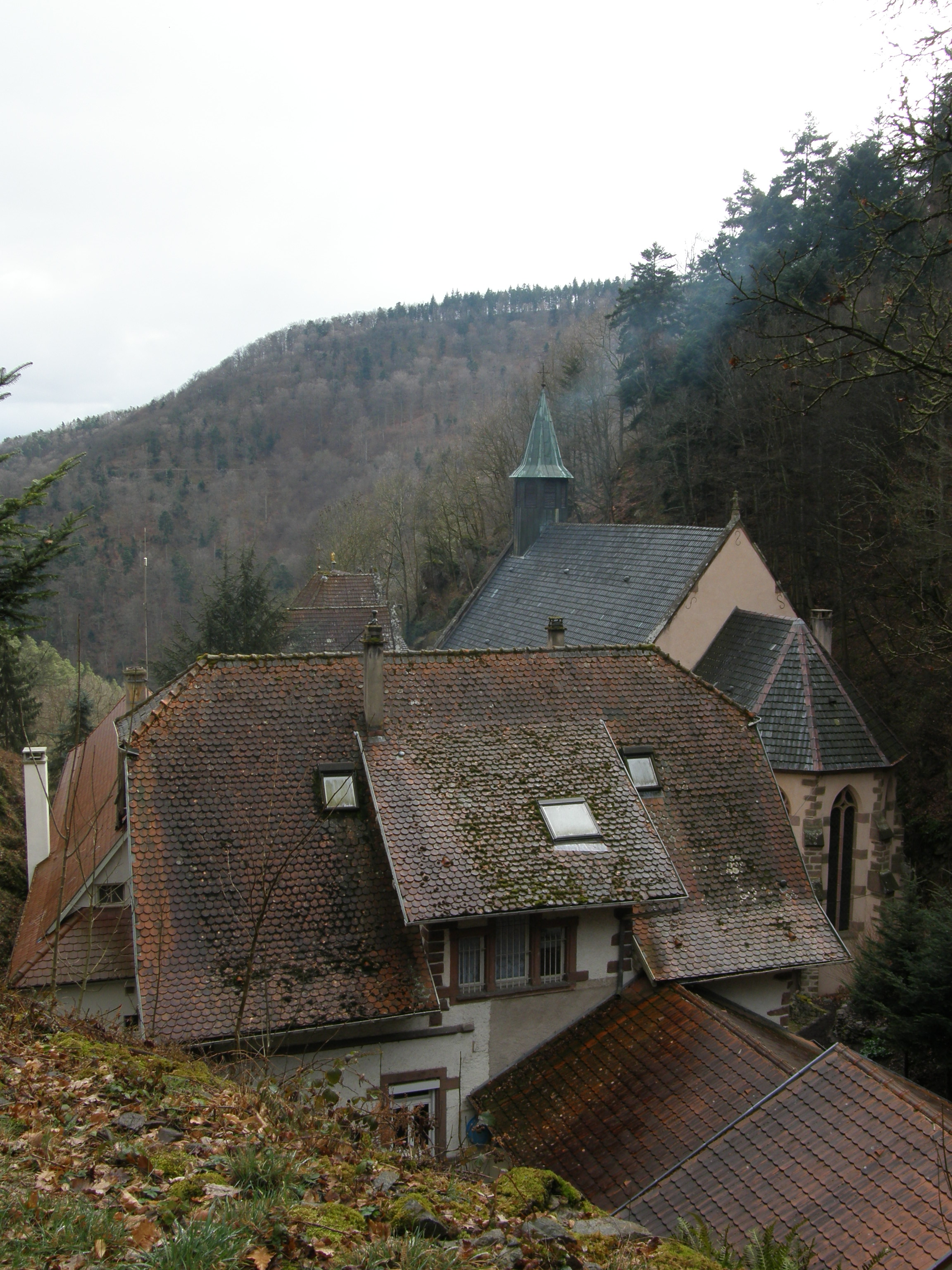
Le pèlerinage de Dusenbach : au premier plan, le logis, et à l'arrière-plan, la chapelle.

Le terme dépendance aurait d'abord été employé « avec le sens métonymique de “ce qui dépend (souvent accessoirement) d'un tout”, spécialement en droit (1361), notamment au sujet d'une propriété dans un domaine (1474) […] ; dans ce type d'emploi, il est souvent au pluriel (1676) avec l'idée d'annexe, de construction secondaire ». Le mot désigne donc la partie d'un tout, mais avec une grande possibilité de nuances dans le type de relation de la partie avec le tout. Une dépendance pourra donc être :
- une partie secondaire d'un seul bâtiment (comme un garage dans un pavillon), avec l'idée de pouvoir accéder à la dépendance sans devoir sortir à l'extérieur ;
- une partie secondaire d'un ensemble architectural (comme la loge d'un gardien à l'entrée d'un château), avec l'idée que les bâtiments sont séparés, ou du moins qu'ils ne forment pas vraiment un même bâtiment.

## Les différentes dépendances

### Dépendances de fermes
Les fermes sont des exploitations comprenant souvent beaucoup de dépendances : logement du personnel, étable, bergerie, porcherie poulailler, écurie, grange, etc. Ces dépendances sont parfois accolées à l'habitation principale, pour former une longère lorsque les parties de l'ensemble sont juxtaposées, soit une cour.

### Dépendances de châteaux
Les écuries, le corps de garde sont des dépendances se retrouvant souvent aux alentours des châteaux et dans les places fortes. Dans les châteaux d'agrément, prévus pour la chasse, édifiés en majorité durant le XVIe siècle et  le XVIIe siècle dans un parc ou une cour entourées de jardins, on retrouve les écuries auxquelles s'additionnent chenil, remise, orangerie, serre, etc. Quant aux dépendances agricoles, identiques à celles d'une ferme, elles sont disposées en ailes du corps de logis des manoir-fermes.

### Dépendances d'abbayes
Les granges cisterciennes sont les dépendances agricoles et industrielles des abbayes de l'ordre cistercien situées sur des domaines détachés de celui des bâtiments de l'abbaye.

### Dépendances diverses
Gîte, chambre de bonne, pigeonnier/colombier, cellier, chai, garage, séchoir à tabac, grange, étable, hangar, remise…